# گری جانسون (بازیکن فوتبال)
گری جانسون (انگلیسی: Gary Johnson؛ زادهٔ ۲۸ سپتامبر ۱۹۵۵) یک بازیکن فوتبال است.